# Pierre Eugène Grandsire

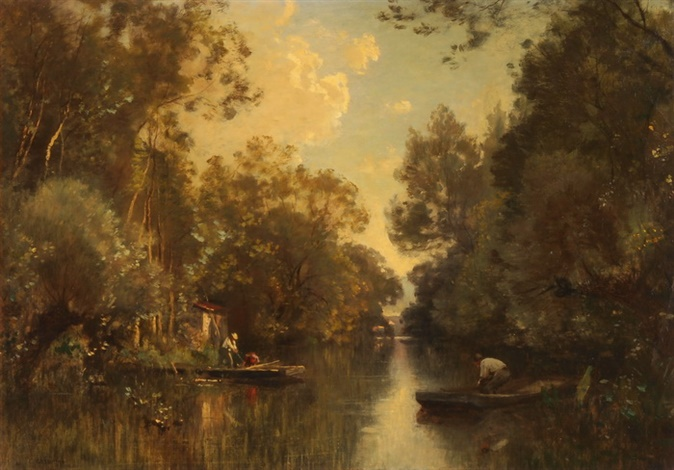
Pierre Eugène Grandsire: Flusslandschaft mit zwei Booten

Pierre Eugène Grandsire (* 18. März 1825 in Orléans; † 1905 in Paris) war ein französischer Maler.

## Leben und Werk
Pierre Eugène Grandsire war Schüler der Maler Jules Noël und Jules Dupré. Um 1852 unternahm er eine Studienreise nach Venedig. Weitere Reisen führten ihn später nach Österreich, Flandern und Spanien. Zu seinen bevorzugten Bildthemen gehörten vor allem romantische Waldlandschaften und Ansichten von Hafenstädten, wobei er wiederholt Motive der bereisten Länder – beispielsweise aus Venedig – wählte. In Frankreich malte er Ansichten der Umgebung von Paris, der Vogesen, der Bretagne und der Normandie. Seine Bilder aus dem Tal der Creuse lobte die Schriftstellerin George Sand in Promendes autour d’un village. Typisch für die Werke von Grandsire sind effektvolle Beleuchtungen, die bei seinen Zeitgenossen großen Beifall fanden. Er stellte ab 1850 regelmäßig im Salon de Paris aus und erhielt auf den Weltausstellungen Paris 1889 und Paris 1900 jeweils Bronzemedaillen für seine Werke. Neben Gemälden schuf Grandsire Aquarelle, Pastelle und Zeichnungen. Zahlreiche seiner Illustrationen erschienen in Zeitschriften wie Le Magasin pittoresque, Le Monde illustré, Le Tour du Monde und L’Illustration. In Paris lebte er viele Jahre am Quai Voltaire im Haus Nr. 25.

## Auszeichnung
- 1874 – Ernennung zum Chevalier de la Légion d’Honneur

## Werke in öffentlichen Sammlungen
- Soleil couchant à Anvers, Musée des Beaux-Arts d’Orléans, Orléans[1]